# Bayubas de Abajo
Bayubas de Abajo è un comune spagnolo di 267 abitanti situato nella comunità autonoma di Castiglia e León.